# Paul Keres staty

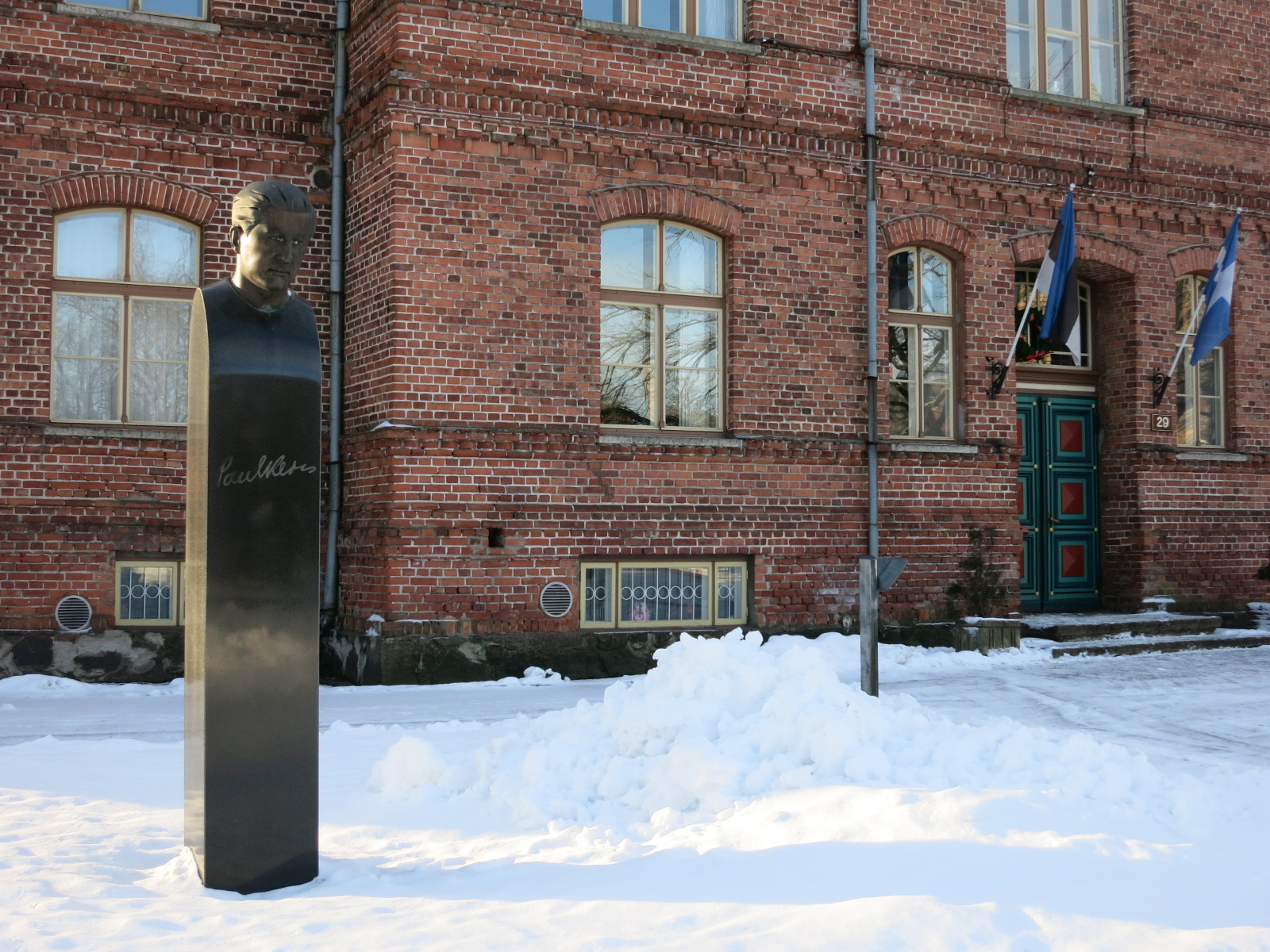
Paul Keres staty utanför Pärnu Kuningagatans grundskola.

Paul Keres staty är en staty i Pärnu till Paul Keres minne, framför hans tidigare skola, då ett pojkgymnasium, idag grundskolan Pärnu Kuningagatans. Statyn gjordes av Mare Mikof år 1996.